# Curtiss SC Seahawk
O Curtiss SC Seahawk foi um hidroavião de reconhecimento projetado pela Curtiss Aeroplane and Motor Company para a Marinha dos Estados Unidos. Os trabalhos de projeto começaram em junho de 1942 depois de um pedido do Escritório de Aeronáutica da marinha para uma aeronave que pudesse ser operada de seus navios, com uma encomenda de quinhentos modelos chegando em junho de 1943. O primeiro voo de um protótipo ocorreu em 16 de fevereiro de 1944 e o primeiro avião de produção foi entregue em 22 de outubro de 1944 ao cruzador de batalha USS Guam. Ao todo foram produzidos 577 Seahawks, sendo utilizados na Segunda Guerra Mundial e nos anos imediatamente depois de seu fim. Ele acabou tornando-se obsoleto e rapidamente substituído pelos novos helicópteros, com seu último voo ocorrendo em 1949.